# Neurolepis rigida
Neurolepis rigida är en gräsart som beskrevs av Lynn G. Clark. Neurolepis rigida ingår i släktet Neurolepis och familjen gräs. IUCN kategoriserar arten globalt som nära hotad. Inga underarter finns listade i Catalogue of Life.